# Bukovice (Velké Losiny)
Bukovice (německy Buchelsdorf) je vesnice, část obce Velké Losiny v okrese Šumperk. Nachází se asi 3,5 km na sever od Velkých Losin. V roce 2009 zde bylo evidováno 79 adres. V roce 2001 zde trvale žilo 82 obyvatel.
Bukovice leží v katastrálním území Bukovice u Velkých Losin o rozloze 7,03 km2.

## Fotogalerie

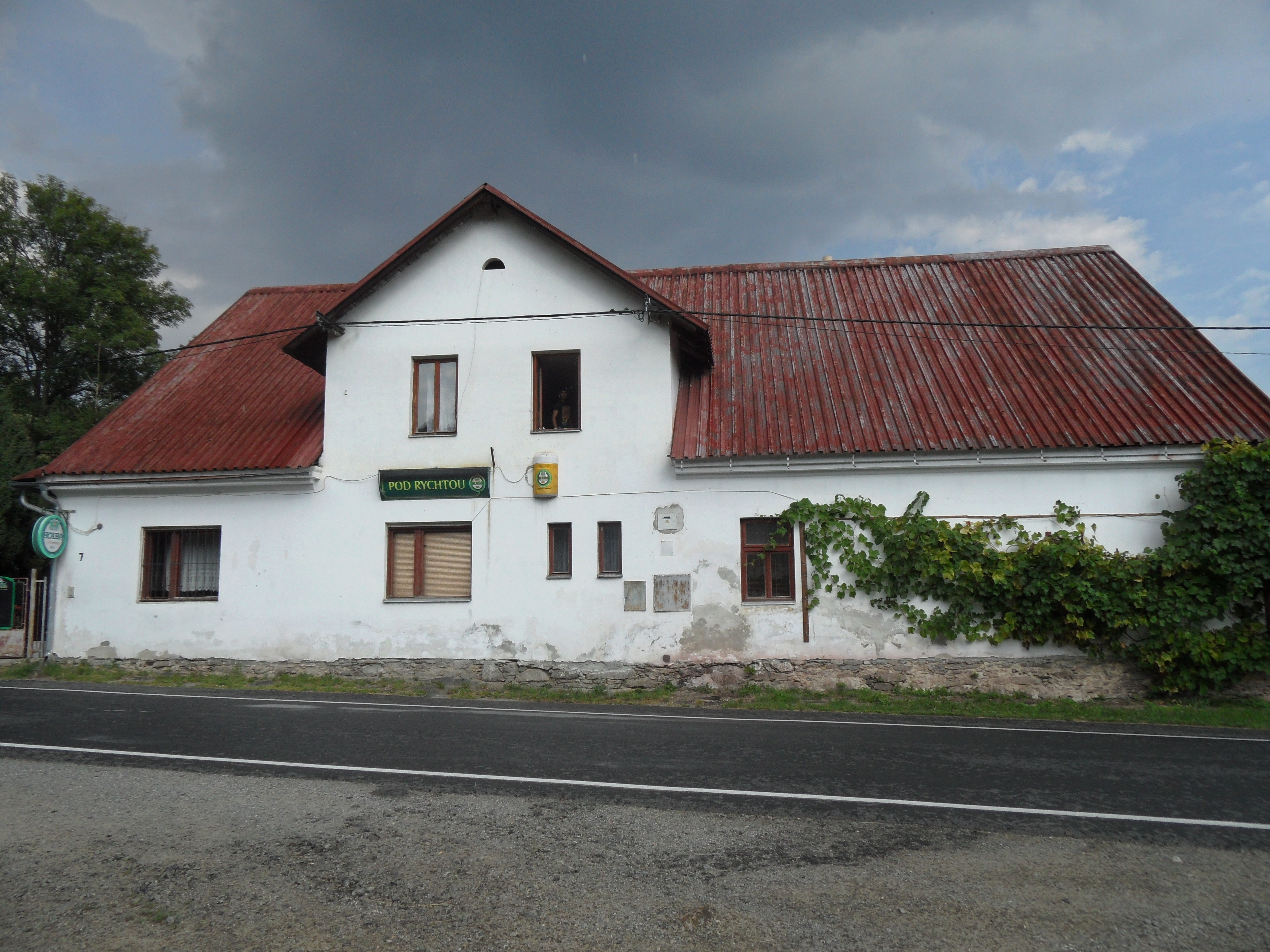
Hospoda Pod rychtou
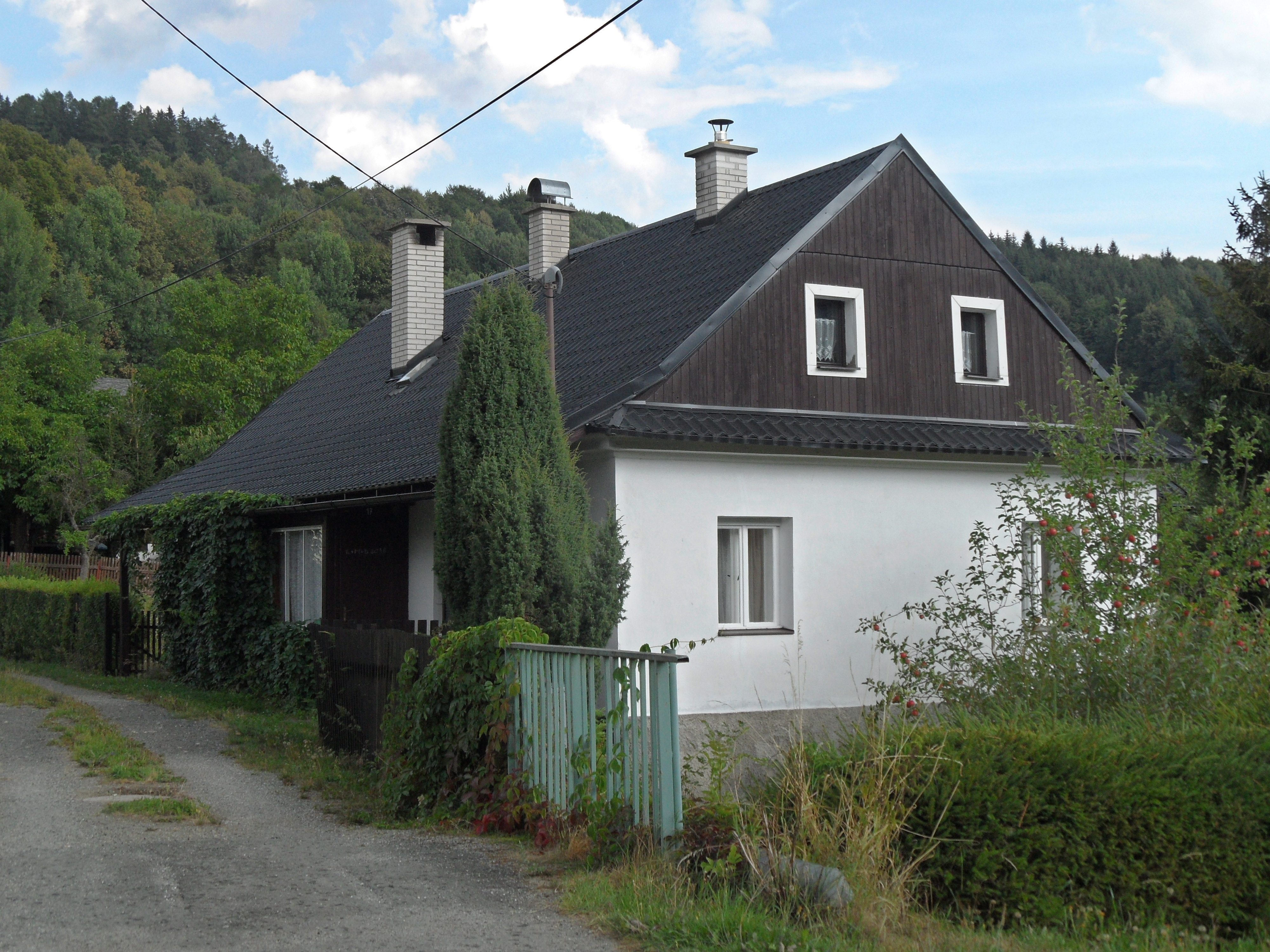
Rodinný dům
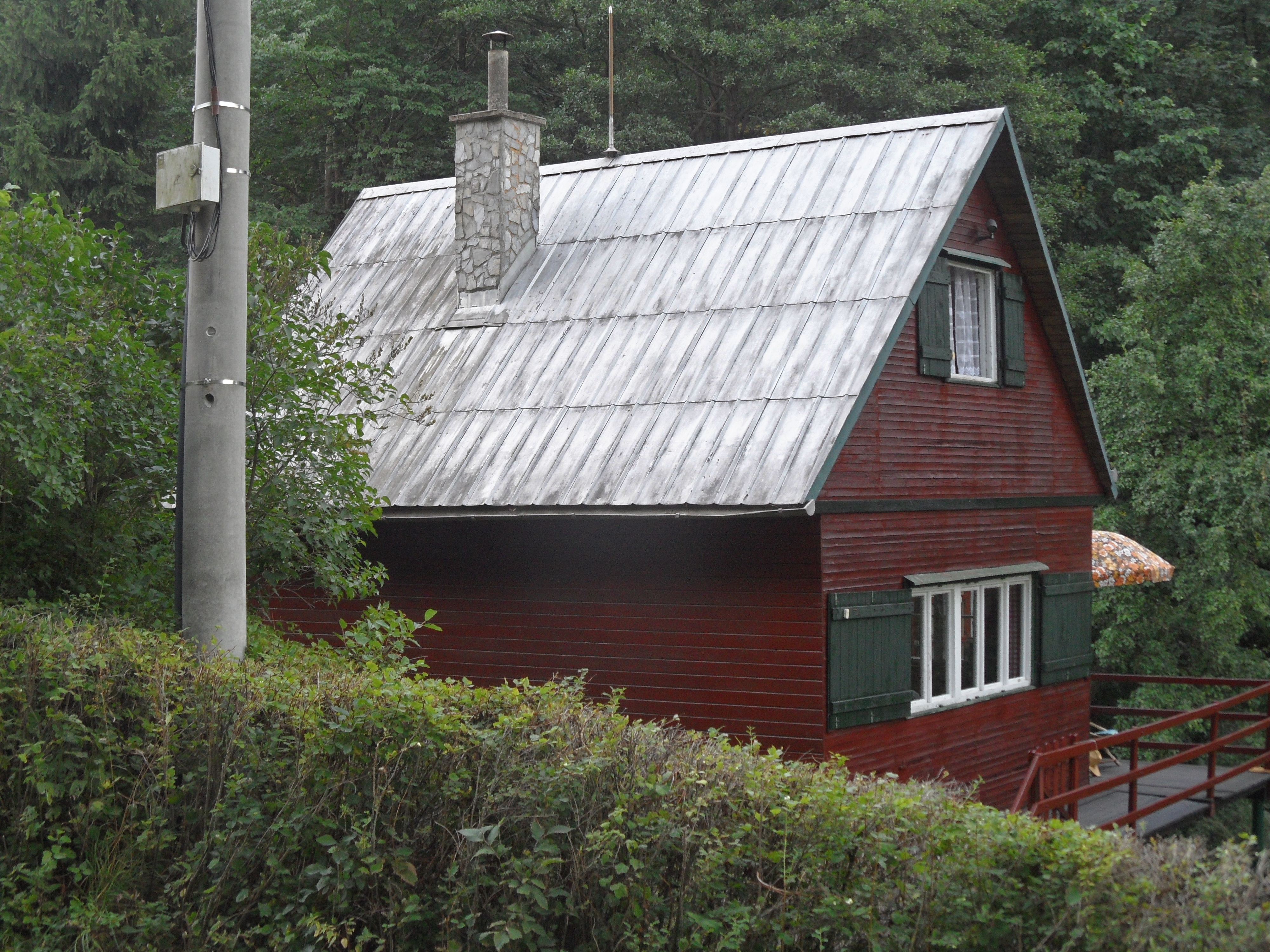
Chata